# دارایی (خرم‌آباد)
روستای دارایی یکی از روستاهای استان لرستان است که در شهرستان خرم‌آباد قرار گرفته‌است. این روستا در جنوب شهر خرم‌آباد واقع شده‌است.
روستایی دارایی یکی از بزرگ‌ترین روستاهای شهرستان خرم‌آباد به‌شمار می‌رود که در جنوب شهر خرم‌آباد، جنب شرکت ماشین‌سازی لرستان است. این روستا در حدود ۵۹۰ خانوار و ۲۲۰۰ نفر جمعیت است.
در این روستا شامل امکانات آموزشی از قبیل مدارس ابتدایی، راهنمایی، دبیرستان و پیش‌دانشگاهی است. هم‌چنین دارای مرکز خدمات درمانی و مجموعه ورزشی است. در سال ۱۳۸۴ گازرسانی به این روستا از مسیر خط انتقال جنوب به شمال صورت گرفت.
این روستا به دلیل موقعیت جغرافیایی، مرکز دهستان کرگاه شرقی است.